# Escut de Castellar del Vallès
L'escut oficial de Castellar del Vallès té el següent blasonament:
Escut caironat truncat i semipartit: 1r. de gules, un castell obert d'or; al 2n. d'or, 4 pals de gules; 3r. quarterat: 1 i 4 d'argent, una creu plena de gules, 2 i 3 d'or, 4 pals de gules. Per timbre una corona mural de vila.

## Història
Va ser aprovat el 14 de gener de 1985 i publicat al DOGC el 15 de febrer del mateix any amb el número 513. La corona es va actualitzar a una de vila al superar la població els 5.000 habitants perquè així ho estableix la legislació.
El castell de Castellar, també anomenat de Clasquerí, és un senyal parlant tradicional referent al nom del poble. Castellar del Vallès era municipi de reialenc i tenia el títol de "carrer de Barcelona", per això presenta les armes de Catalunya (els quatre pals) i les de la ciutat de Barcelona (combinació de la creu de Sant Jordi i els quatre pals reials).